# Систематическая теология (Тиллих)
«Систематическая теология» (англ. Systematic theology) — фундаментальный труд по христианской догматике в духе неоортодоксии и экзистенциализма протестантского теолога Пауля Тиллиха, опубликованный в трёх томах в 1951—1963 гг.

## Содержание
Тиллих критикует христианский фундаментализм и протестантскую ортодоксию за игнорирование фактора «ситуации» (контекста современности). Он полагает, что теология должна держать средний путь между потребностями современности и истинами веры («керигма»). Уклон в любую из сторон вреден. При этом Тиллих опирается на реформаторское богословие Карла Барта и защищает его. Теологию Тиллих определяет как «методическое изложение содержания христианской веры». На вопрос соотношения теологии и науки (и философии) автор подчеркивает, что в теологии не может быть научной отстраненности от предмета. Теолог необходимо захвачен предметом веры. В отличие от философа теолог служит не всеобщему, а конкретному («логосу во плоти»). Основным источником теологии по Тиллиху является Библия, но не отрицает он важности как «деноминационной традиции», так и «культурной традиции». При этом Тиллих критикует Шлейермахера за абсолютизацию религиозного опыта, замечая, что опыт не источник, а проводник истины. В сердцевине Библии лежит послание об «оправдании верой». По мысли Тиллиха теология может и должна быть рациональной, поскольку она интерпретирует Откровение на языке своего времени, часто заимствуя философские и научные термины. Поэтому помимо «экзистенциальной чистоты» (веры) необходима «семантическая ясность» (разум). Вместе с тем теологии свойственны и «парадоксальные постулаты» (диалектика), и «дедуктивная система христианской истины» все же невозможна (в силу её «экзистенциального характера»).
Принципиальным для Тиллиха является противопоставление Откровения (экзистенциального обнаружения потустороннего) и информации. Новый Завет содержит информацию для историка или филолога, но они не способны воспринять Откровение в нем. И наоборот: Петр воспринял Иисуса как Христа до того, как смог сформулировать информацию о нем. Тремя характеристиками Откровения он называет чудо, тайну и экстаз. Откровение всегда подразумевает пророка — проводника Откровения. Идолопоклонство — это попытка замкнуть Откровение на его проводнике. В этом контексте Тиллих трактует распятие — как жертву историческим существованием ради торжества Благой вести. Говоря о Боге, автор пытается отделить его от категории существования и выразить как «предельную заботу» человека. Равным образом Тиллих разделяет Слово Божье и Библию. Сами библейские сюжеты он трактует как мифы (символы), не отрицая их истинности, но подвергая критике буквальное их истолкование. Так Творение и Падение отождествляются («Творение и Падение совпадают постольку, поскольку нет такого момента во времени и пространстве, в котором сотворенная благость была бы актуализирована и обладала бы существованием»), равно как Распятие, Воскресение и Вознесение. Описываемую Библией греховность Тиллих трактует как отчуждение, которая преодолевается любовью Христа к людям («Новое Бытие»).

## Издания на русском языке
- Тиллих, П. Систематическое богословие: Т. 1-2, ч. 1-3 / Пер. с англ. М. Б. Данилушкина; Науч. консультант Е. В. Грушецкий; [Послесл. М. Сиверцева, с. I-XV]. — СПб.: Алетейя, 1998. — 493,XV с. (Серия "Памятники религиозно-философской мысли нового времени").; ISBN 5-89329-062-4
- Тиллих, П. Систематическая теология. Т. 1—2. — М.; СПб.: Университетская книга, 2000. — (Книга света). — ISBN 5-7914-0053-8.
- Тиллих, П. Систематическая теология. Т. 3. — М.; СПб.: Университетская книга, 2000. — (Книга света). — ISBN 5-7914-0008-2.